# Pappobolus
Pappobolus, biljni rod iz porodice glavočika (Compositae) smješten u podtribus Helianthinae, dio tribusa Heliantheae.
Na popisu je 37 vrsta (zeljasto bilje) na Andama Perua, Kolumbije i Ekvadora

## Vrste
1. Pappobolus acuminatus (S.F.Blake) Panero
2. Pappobolus acutifolius (S.F.Blake) Panero
3. Pappobolus amoenus Panero
4. Pappobolus andinus Panero
5. Pappobolus argenteus (Humb., Bonpl. & Kunth) Panero
6. Pappobolus cajamarcensis Panero
7. Pappobolus cinerascens S.F.Blake
8. Pappobolus davidii Panero
9. Pappobolus decumbens Panero
10. Pappobolus discolor (S.F.Blake) Panero
11. Pappobolus ecuadoriensis Panero
12. Pappobolus hutchisonii (H.Rob.) Panero
13. Pappobolus hypargyreus (S.F.Blake) Panero
14. Pappobolus imbaburensis (Hieron.) Panero
15. Pappobolus jelskii (Hieron.) Panero
16. Pappobolus juncosae Panero
17. Pappobolus lanatus (Heiser) Panero
18. Pappobolus lehmannii (Hieron.) Panero
19. Pappobolus lodicatus (Cuatrec.) Panero
20. Pappobolus macranthus S.F.Blake
21. Pappobolus matthewsii (Hochr.) Panero
22. Pappobolus microphyllus (Humb., Bonpl. & Kunth) Panero
23. Pappobolus mollicomus S.F.Blake
24. Pappobolus nigrescens (Heiser) Panero
25. Pappobolus robinsonii Panero
26. Pappobolus sagasteguii (H.Rob.) Panero
27. Pappobolus sanchezii Panero
28. Pappobolus schillingii Panero
29. Pappobolus senex (S.F.Blake) Panero
30. Pappobolus smithii (Ferreyra) Panero
31. Pappobolus storkhortonianus Panero
32. Pappobolus stuebelii (Hieron.) Panero
33. Pappobolus subniveus (S.F.Blake) Panero
34. Pappobolus verbesinoides (Kunth) Panero
35. Pappobolus viridior (S.F.Blake) Panero
36. Pappobolus woodsonianus Cuatrec.
37. Pappobolus youngiorum Panero

## Sinonimi
- Helianthopsis H.Rob.; Phytologia 44(4): 258 (1979)